# Toufik Bouhafer
 (mai 2019).
Toufik Bouhafer est un footballeur algérien né le 15 mai 1985 à Koléa dans la wilaya de Tipaza. Il évolue au poste d'arrière droit.

## Biographie
Toufik Bouhafer évolue en première division algérienne avec les clubs du MC El Eulma, de l'ASO Chlef, et du CRB Aïn Fakroun. Il dispute un total de 54 matchs en première division, sans inscrire de but.
Il participe à la Ligue des champions d'Afrique en 2012 avec le club de Chlef. Il joue sept matchs dans cette compétition.

## Palmarès
- Champion d'Algérie de D2 en 2008 avec le MC El Eulma et en 2017 avec le Paradou AC